# 解ける螺旋
『解ける螺旋』（ほどけるらせん）は水守恵蓮の小説。一般人からの投稿で運営されるインターネット小説投稿サイト「Berry's Cafe」に掲載されたSFラブミステリーである。
2014年8月25日に書籍化された。

## テレビドラマ
『タイムスパイラル』のタイトルでテレビドラマ化。2014年9月2日より毎週火曜日23:15 - 23:44に、NHK BSプレミアム系列にて放送された。主演は相沢奈月を演じる黒木メイサ。

### キャスト
相沢奈月
演 - 黒木メイサ
辰巳愁夜
演 - GACKT
結城健太郎
演 - 平岡祐太
光田真美
演 - 竹富聖花
相沢良美
演 - 岸本加世子
結城希美
演 - 秋本奈緒美
結城栄太郎
演 - 小木茂光
高田理恵
演 - 広澤草
斉藤静香
演 - 竹内彩香
中鉢教授
演 - きたろう

### スタッフ
- 原作 - 水守恵蓮「解ける螺旋」
- 脚本 - 藤井清美
- 演出 - 西村了、雨宮望、岩﨑麻利江（AXON）
- 音楽 - 池頼広
- プロデューサー - 篠原圭（NHK）、朱秀美（AXON）

### 放送日程
| 各話   | 放送日   | サブタイトル     | 演出       |
| ------ | -------- | ---------------- | ---------- |
| 第一回 | 9月02日  | 未来からの告白   | 西村了     |
| 第二回 | 9月09日  | あなたを覚えてる | 西村了     |
| 第三回 | 9月16日  | 運命の始まり     | 西村了     |
| 第四回 | 9月23日  | 結びつく二人     | 雨宮望     |
| 第五回 | 9月30日  | 明かされる正体   | 岩崎麻利江 |
| 第六回 | 10月07日 | 加速する運命     | 雨宮望     |
| 第七回 | 10月14日 | 究極の選択       | 西村了     |
| 最終回 | 10月21日 | 新しい未来       | 西村了     |